# Вилково
Ви́лково (рос. Вылково) — село у складі Тюменцевського району Алтайського краю, Росія. Адміністративний центр та єдиний населений пункт Вилковської сільської ради.

## Населення
Населення — 2059 осіб (2010; 2278 у 2002).
Національний склад (станом на 2002 рік):
- росіяни — 91 %